# 松原清
松原 清（まつばら きよし）は、日本のオーボエ奏者。ハノーファー北ドイツ放送フィルハーモニー管弦楽団に在籍している。大阪府生まれ。

## 経歴
- 1974年よりオーボエを延原武春、槇和美に師事する。
- 1982年、大阪音楽大学卒業後、ドイツ・ハノーファー芸術大学に留学し、インゴ・ゴリツキ、ギュンター・パッシンに師事する。
- 1986年、ハノーファー北ドイツ放送フィルハーモニー管弦楽団に入団、現在に至る。
- 30歳を過ぎてから、バロック・オーボエをハーグ王立音楽院のクー・ エビンゲに師事する。
- バロック・オーボエ奏者としても知られ、オランダ、ベルギーの古楽器コンクールでの入賞経験もある。「カンマーフィルハーモニー・ハノーファー」、「ヤング・マエストロ・コンサート」、その他のオーケストラ企画にも携わり、古楽器を使った室内楽やソロ演奏活動も行っている。
- 現在は、ハノーファー北ドイツ放送フィルハーモニー管弦楽団の団員としての演奏活動の他に、古楽器のソリスト、室内楽奏者としても演奏活動をしている。
- オーボエの修理工房を主幹し、ランゲンハーゲン市（ハノーファーの隣町）の自宅には「マツバラ木管楽器工房」も開業、オーボエの修理では、ドイツで三指に入る実力者。
- 双発計器飛行のパイロット・ライセンスを有し、スカイマスター・クラブのメンバーとして主にヨーロッパでパイロットして活躍中。愛機は通称プッシュ・プル、セスナ・スカイマスターC337。

2007年 日本でコンサート「真夏の夜の室内楽コンサート」
演奏：ゲオルグ・フィリップ・アンサンブル　河野正孝と創設　フルート：松原康子夫人も20年ぶりの共演　主催：関西室内楽協会